# Breaking Point (gruppo musicale)
I Breaking Point sono stati un gruppo musicale hard rock statunitense originario di Memphis e attivo dal 1999 al 2007.

## Formazione
- Brett Erickson - Vocals, Lead/Rhythm Guitar
- Justin Rimer (anche membro dei 12 Stones) - chitarra
- Greg Edmondson - basso
- Jody Abbott - batteria
- Aaron "Zeke" Dauner - batteria

## Discografia
Album
- 2001 - Coming of Age
- 2005 - Beautiful Disorder